# Ticao
Ticao ist eine Insel in der Sibuyan-See und ist – neben Masbate und Burias – eine der drei Hauptinseln der philippinischen Provinz Masbate.
Auf einer Fläche von 332 km² lebten zur letzten Volkszählung (2000) 72.900 Einwohner.
Im Süden liegt die Nachbarinsel Masbate, im Norden – hinter der Ticao-Passage – der Südostteil von Luzon.
Im Juni und Juli 1646 wurde der Hafen von San Jacinto von einer Flotte von sieben niederländischen Galeonen und 16 Barkassen belagert. Es war ein Zwischenspiel zwischen der ersten und zweiten der insgesamt fünf Seeschlachten der La Naval de Manila, bei der die Niederlande versuchten die Philippinen zu erobern

Karte mit der Insel Ticao im Osten, neben Masbate